# Oomph! (альбом)
Oomph! — дебютный студийный альбом немецкой группы Oomph!, вышедший в 1992 году на лейбле Machinery Records.

## Критика
Hurricanslash из Sputnikmusic поставил альбому 4 звезды из 5 и заявил, что «несмотря на очевидные недостатки в текстах, дебютный альбом OOMPH! представляет собой сильную попытку, взять лучшее из EBM-альбомов.И если вам не нравится их новый материал, но вы наслаждаетесь EBM, возможно, вам стоит послушать этот альбом».

## Список композиций
1. «Mein Herz» («Моё сердце») — 3:55
2. «Me Inside You» («Я внутри тебя») — 4:59
3. «Der neue Gott» («Новый Бог») — 4:42
4. «No Heart No Pain» («Нет сердца — нет боли») — 3:40
5. «Breathe» («Дыши») — 4:15
6. «Gleichschritt» («Шаг в ногу») — 5:39
7. «Under Pressure» («Под давлением») — 3:58
8. «Wir leben» («Мы живем») — 3:21
9. «Purple Skin» («Фиолетовая кожа») — 4:20
10. «Ich bin Du» («Я — это ты») — 6:13
11. «Der neue Gott» (Бонус CD) («Новый Бог») — 4:38

## Список композиций нового издания
1. «Mein Herz» («Моё сердце») — 3:55
2. «Me Inside You» («Я внутри тебя») — 4:59
3. «Der neue Gott» («Новый Бог») — 4:42
4. «No Heart No Pain» («Нет сердца — нет боли») — 3:40
5. «Breathe» («Дыши») — 4:15
6. «Gleichschritt» («Шаг в ногу») — 5:39
7. «Under Pressure» («Под давлением») — 3:58
8. «Wir leben» («Мы живем») — 3:21
9. «Purple Skin» («Фиолетовая кожа») — 4:20
10. «Ich bin Du» («Я — это ты») — 6:13
11. «Sick Song» («Больная песня») — 6:02
12. «Der neue Gott» (Machinery Mix)
13. «Ich bin Du» (Extended Club Mix)
14. «Der neue Gott» (Jack is Dub Mix)
15. «Mein Herz» (Urversion)

## Синглы
- «Ich bin Du»
- «Der neue Gott»